# Australian Political Studies Association
Die Australian Political Studies Association (APSA) ist der Berufsverband für alle, die in Australien in den Bereichen Politikwissenschaft und Internationale Beziehungen forschen und lehren. Die APSA wurde 1951 im Anschluss eines politikwissenschaftlichen Seminars an der Australian National University in Canberra gegründet. Die APSA gibt das Australian Journal of Political Science (AJPS) heraus und veranstaltet seit 1957 jährlich eine Fachtagung. Sie ist Mitglied der International Political Science Association.
1965 wurde der Name der Vereinigung in Australasian Political Studies Association geändert, weil zunehmend neuseeländische Wissenschaftler der Organisation beitraten. 2007 folgte jedoch eine Rückbenennung, weil sich inzwischen die New Zealand Political Studies Association (NZPSA) etabliert hatte. Beide Vereinigung kooperieren und fördern die Teilnahme ihrer Mitglieder an den Konferenzen der jeweils anderen Organisation.

## Liste der APSA-Präsidentschaften
Der erste APSA-Präsdiedent war Douglas McCallum, er amtierte von 1955 bis 1966. Die Amtszeit seiner Nachfolger ist dagegen stets auf ein akademisches Jahr beschränkt. Folgende Personen wurden bisher zu APSA-Präsidenten gewählt.:
- Douglas McCallum 1955 bis 1966
- Colin Hughes 1966/67
- Hugo Wolfsohn 1967/68
- G.S.Reid 1968/69
- W.A.Townsley 1969/70
- T.H. Rigby 1970/71
- R.M. Martin 1971/72
- David Corbett 1972/73
- R.H.Brookes 1973/74
- Roger Scott 1974/75
- Joan Rydon 1975/76
- Colin Tatz 1976/77
- Neal Blewett 1977/78
- Geoffrey Hawker 1978/79
- Don Aitkin 1979/80
- Carole Pateman 1980/81
- Peter Loveday 1981/82
- Elaine Thompson 1982/83
- Peter Boyce 1983/84
- David Goldsworthy 1984/85
- Marian Sawer  1985/86
- John Warhurst 1986/87
- Dean Jaensch 1987/88
- Campbell Sharman 1988/89
- Richard Higgott 1989/90
- Pat Weller 1990/91
- Leslie Holmes 1991/92
- Marian Simms 1992/93
- Aynsley Kellow 1993/94
- Martin Painter 1994/95
- Graham Maddox 1995/96
- Barry Hindess 1996/97
- Andrew Parkin 1997/98
- Carol Johnson 1998/99
- Mark Considine 1999/2000
- Helena Catt 2000/01
- John Wanna 2001/02
- Verity Burgmann 2002/03
- Murray Goot 2003/04
- Judith Brett 2004/05
- Brian Galligan 2005/06
- Deborah Brennan 2006/07
- James Walter 2007/08
- Ann Capling 2008/09
- Alan Fenna 2009/10
- Katharine Gelber  2010/11
- Adrian Little 2011/12
- Stephanie Lawson 2012/13
- Brian Head 2013/14
- Linda Botterill 2014/2015
- Adrian Kay 2015/2016
- Jenny M. Lewis 2016/2017
- AJ Brown 2017/2018
- Sarah Maddison 2018/2019
- Rodney Smith 2019/2020
- Helen Sullivan 2020/2021
- Jim Jose 2021/2022
- Ariadne Vromen 2022/23
- Rob Manwaring 2023/24